# Х
Х («ха») — літера кириличної абетки, яка позначає звук [x]. Це 26-а літера української абетки. Перед голосними «є», «і», «ю», «я» (а також перед «ь») читається як його алофон — пом'якшений звук [xʲ].

## Історія
Вона походить від старослов'янської літери(«хѣръ», «хір»), яка у свою чергу, наслідує грецьку літеру Χ, χ (Хі) візантійського унціалу. У глаголиці мала написання , у кириличній та глаголичній буквеній цифірі має числове значення 600.

## В українській мові
Х — двадцять шоста літера української абетки. У сучасній українській мові нею позначають шумний щілинний глухий задньоязиковий приголосний звук, який може бути твердим (хата, хмиз, холодний) чи напівпом'якшеним — перед і (хімія, сухі, хітин).